# اسپیتزملن
اسپیتزملن (به لاتین: Spitzmeilen) یک کوه در سوئیس است که در کانتون گلاروس واقع شده‌است. اسپیتزملن ۲٬۵۰۱ متر بالاتر از سطح دریا واقع شده‌است.